# Camissonia benitensis
Camissonia benitensis är en dunörtsväxtart som beskrevs av John Earle Raven. Camissonia benitensis ingår i släktet Camissonia och familjen dunörtsväxter. Inga underarter finns listade i Catalogue of Life.

## Bildgalleri

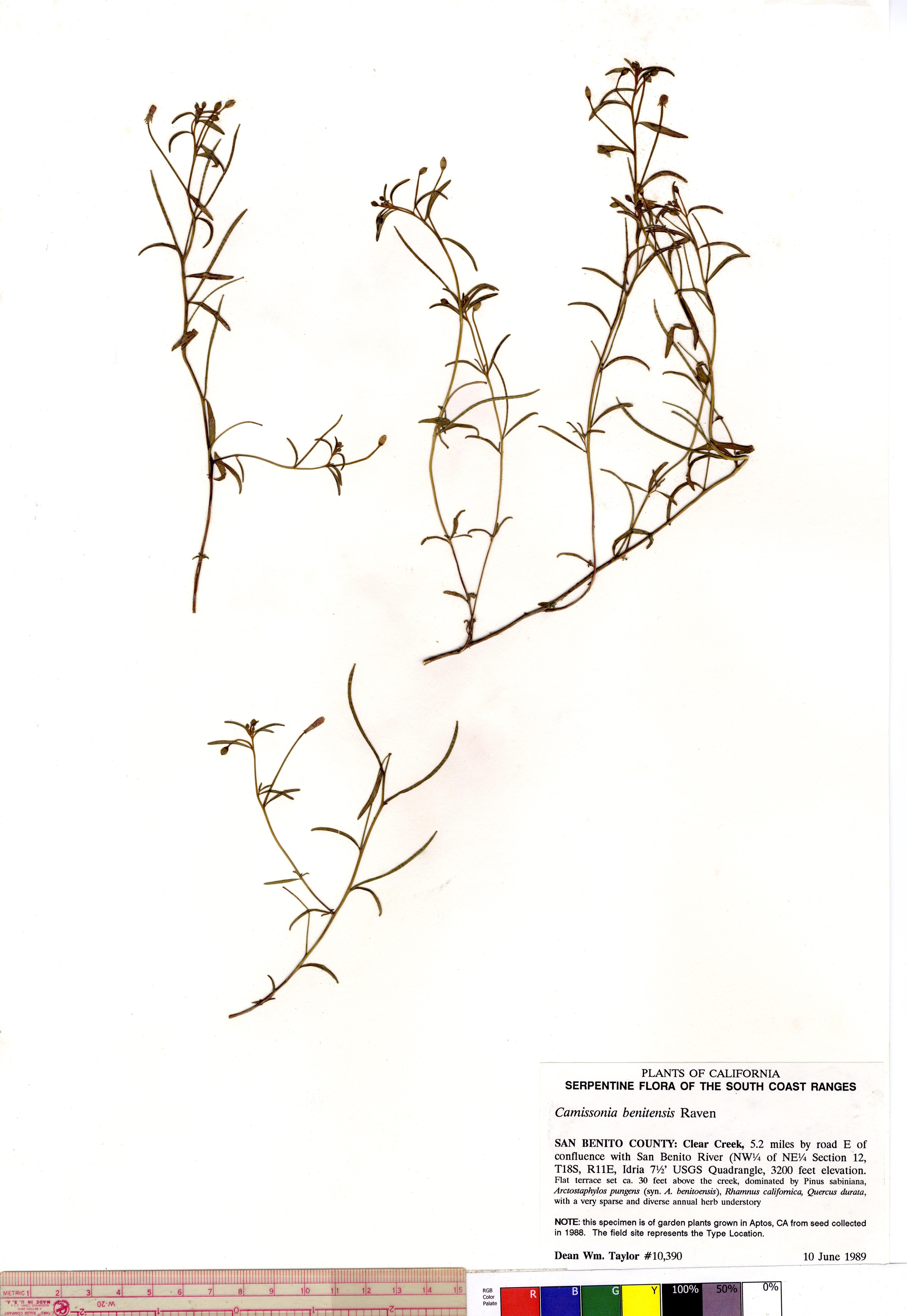
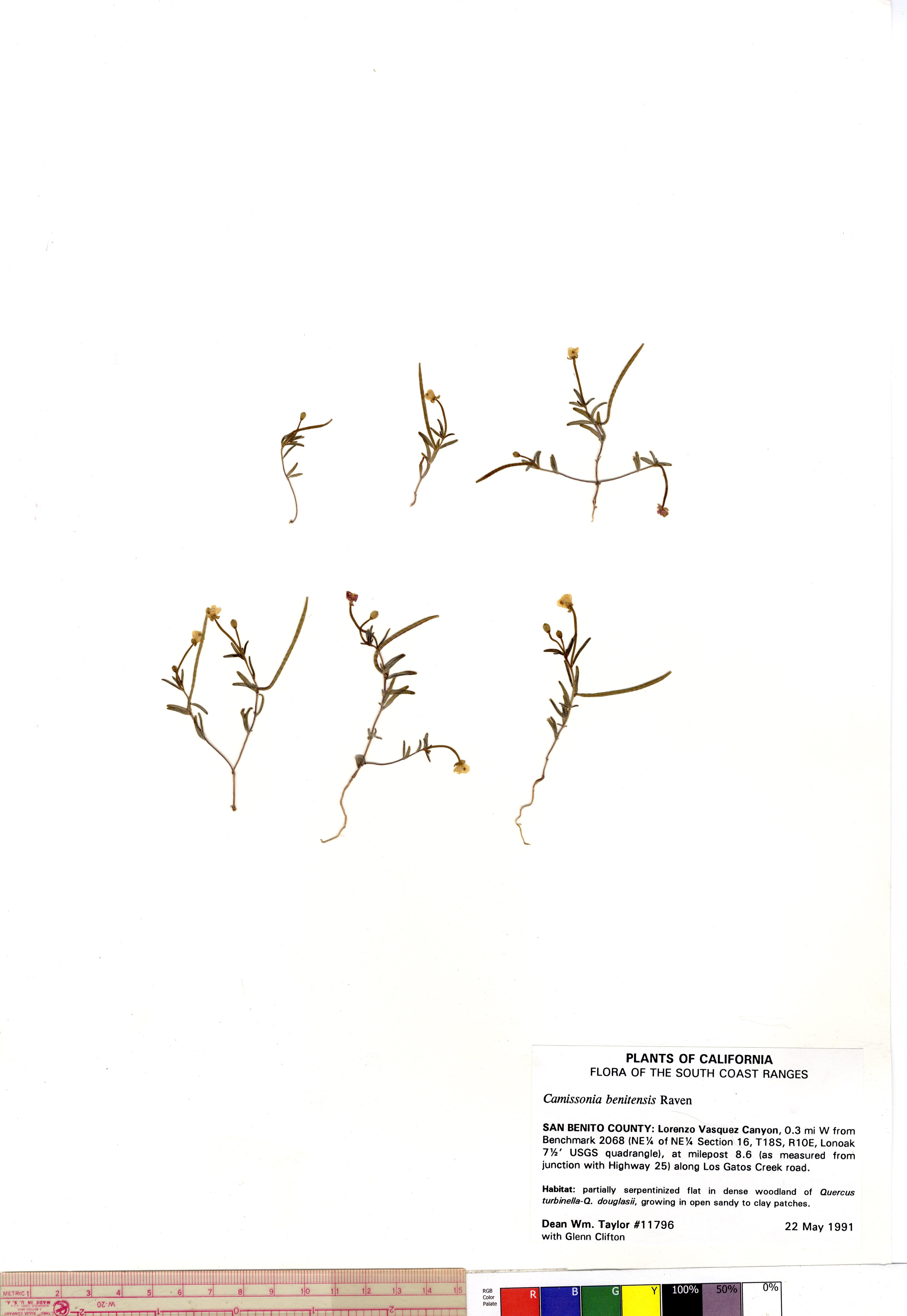
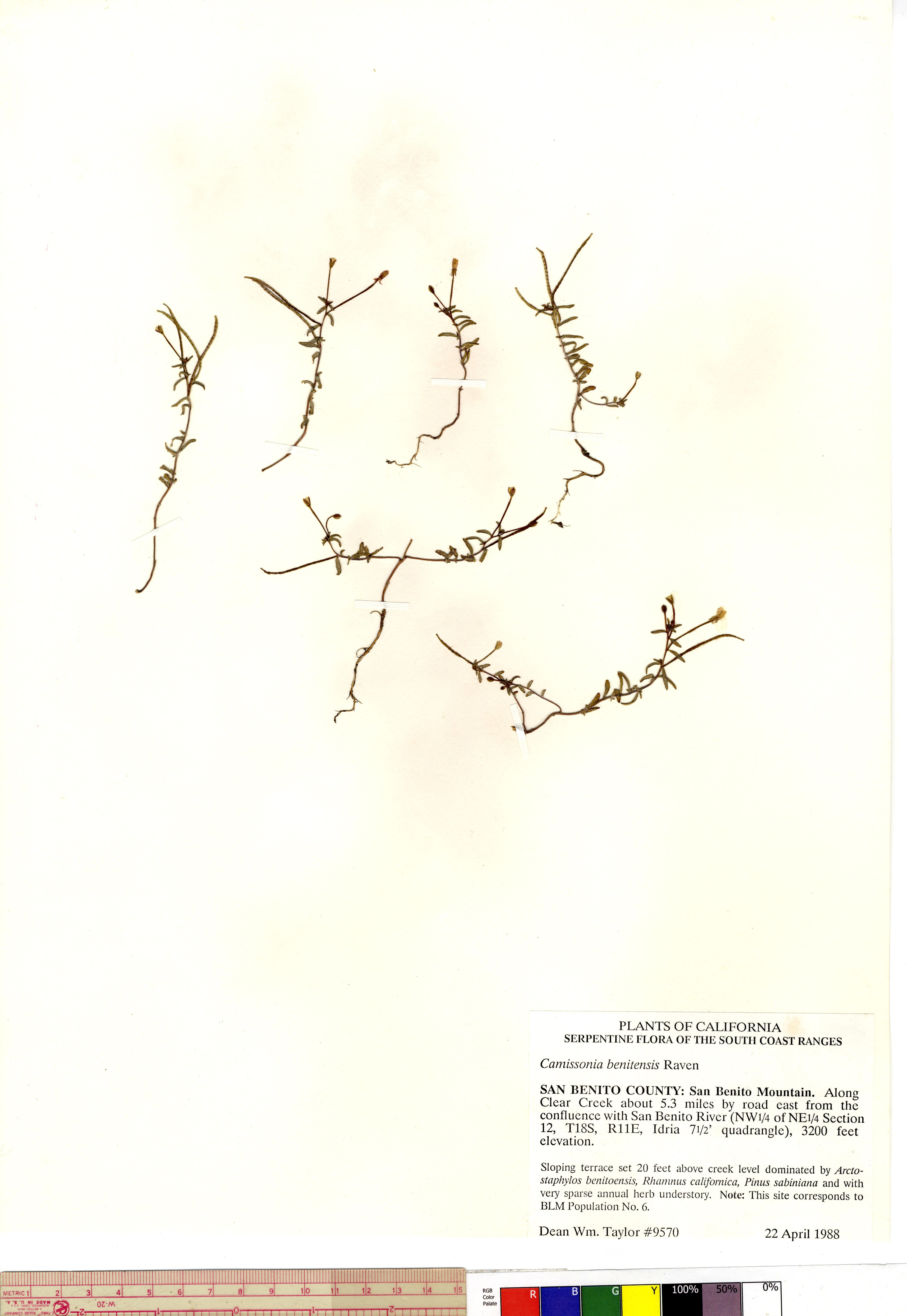
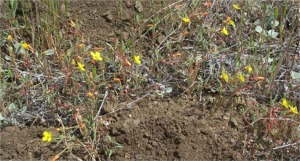